# 绣线菊叉丝单囊壳
绣线菊叉丝单囊壳（学名：Podosphaera minor）是属于白粉菌目白粉菌科叉丝单囊壳属的一种真菌，寄生在绣线菊属植物上。该种分布于中国、北美、西欧等地。